# 天知遥
天知 遥（あまち はる）は、日本の女性声優、同人作家。主にアダルトゲームに出演している。

## 人物
2023年3月31日、Honey Rush退所、業務提携となる。

## 出演
太字は主役・メインキャラクター。

### アダルトアニメ

#### 2024年
- SiNiSistar（ラビアン）

### PCゲーム

#### 2019年
- 抜きゲーみたいな島に住んでる貧乳はどうすりゃいいですか? 2 (花丸 蘭、花丸 凛、モブ女E)[2]

#### 2020年
- プリンセスクライシス (リリアンヌ・ロワイエ)[3]

#### 2021年
- まどひ白きの神隠し
- キスから始まるギャルの恋（柊 くるみ）

#### 2022年
- ヘンタイ・プリズン（花丸）
- D.C.4 Sweet Harmony 〜ダ・カーポ4〜 スイートハーモニー（？？？）[4]
- ゆまほろめ 時を停めた館で明日を探す迷子たち（ナトリ）[5]
- ホームメイドスイートピー（雪ノ下 結菜）
- ジュエリー・ハーツ・アカデミア -We will wing wonder world-（ケイト）
- アルカナ・アルケミア（瑠璃・P・テオフラストゥス）[6]
- ガールズフランティッククラン（ススミ）[7]

#### 2023年
- JINKI -Unlimited-（織部 碧）
- ハニカム（性格:明るい）

#### 2024年
- セレクトオブリージュ（北条 花）
- D.C.5 Plus Happiness ～ダ・カーポ5～プラスハピネス（桜来 瑞花）

#### 2025年
- D.C.5 Sweet Happiness ～ダ・カーポ5～スイートハピネス（桜来 瑞花）

### コンシューマーゲーム
- キスから始まるギャルの恋（柊 くるみ）
- JINKI -Infinity-（織部 碧）
- アルカナ・アルケミア（瑠璃・P・テオフラストゥス）
- すだまリレイシヨン（2024年、ヨヨ[8]）

#### 同人ゲーム
- 催眠アプリ学園～憧れの先輩たちをママにしちゃう秘密のスマホアプリ～(高梨千鶴)
- Outsider Strategist～異世界で軍師になる～(R18版)
- GHA(ジ●タ)
- バイオレーションベースボール ～東京ティラノドン VS 京都スカーティナガールズ～
- 続・黒髪巨乳委員長と草汰くんのなつやすみ
- 死埋葬 -II-（兼能美織）
- 俺のギルドの女たち（ソーディア）
- 7GirlsWar ～高貴だったあの娘を落として堕とすRPG～（サラ）
- 露出召喚士ミエルのサモンクリエイション
- SiNiSistar（ラビアン）
  - SiNiSistar LiteVersion（ラビアン） - 上記ゲームの全年齢版

## 音声作品
※役名がある物のみ（）に掲載。一部抜粋
2021年8月時点(DLsite調べ）で193件の作品に出演中。
：天知遥サークル『1日分のもちもちだま』関連作品
- スイーツカノジョ -いちご大福の初恋-()
- せんせ、だいすき
- 萌さんの隠れ家耳かき店(萌さん)
- スイーツカノジョ -ふあふあコットンキャンディー-
- あまあまでぺろぺろ
- MOCHIMOCHI桃知えみるデビューin 温泉♪(桃知えみる)
- テキーラガールと酔いつぶれる夜
- 女子マネとデトックスたいむ(あゆちゃん)
- あたしと委員長の補習授業
- 今宵、ほろ甘く～のどかな田舎の艶の音～(つや)
- あまあまでぺろぺろ-白衣の天使-（あやせ）
- 【濃厚耳舐め】執拗に耳を舐められながらの筆おろし!女監督も混じって3Pしちゃう3時間☆【両耳舐め】（穂波）
- 大人のオモチャ実演販売～お耳も乳首もおちん〇んも!全身開発してあげる♪～（店員さん）

：：その他サークル・出演作品一覧
- 撫猫さんと耳かき
- お姉さんサキュバスのザーメンミルクレシピ
- 美シク咲ク七色ノ薔薇～翡翠の羽～（政「まさ」）
- ボクの女装アカの存在がクラスの女子たちにバレてしまった件。（ルリ）
- あさもひるもよるも～甘やかしサキュバスに耳を溶かされる1日～（あさひ）
- 【九州方言】お姉ちゃんにオナニー見せてみなっせ♪
- キメセク姉妹のハーレムボイス～アタマが蕩けるまでセックスしてみませんか?～（ちえり）
- 【バイノーラル・耳舐め・吐息】絶倫夜伽【ローションプレイ・囁きetc】（ナミカ）
- 【おねショタ】モン姉-目が覚めるとエンプーサのお姉さんがいた夜（マリス）
- 耳フェラ。（舞帆）
- ドスケベ生徒会長のチ〇ポレッスン～セックスは躾のあとでネ♪
- 朝月姉妹のおもてなし（朝日、月日）
- 「本当に深い耳"奥"舐め」と「本当に押し潰される耳"圧"舐め」～お耳の穴を中と外から刺激する≪深層&圧迫ASMR≫～（川隈 明日菜）
- 妹の友達が遊びに来ました。（美里）
- すきフェラ♪ ～隙を見せたらすぐ咥えてくるスケベでメガネなフェラセフレ～（鈴姉）
- JKこわい(笑) （美麗）
- ゆる女子キャンパーを助けたらこっそりHなことをしてくれました（いろは）
- お隣のJKさん～お母さんに内緒のエッチなカンケイ～(美織)

## ブラウザゲーム
- 要塞少女（シェリル[10]、アンネリーゼ[11]）
- プリンセストリガー（グリーナ[12]、メリウス[13]、ウロボロス[14]、ミコト[15]、ユーミル[16]）

## ラジオ
-太字は現在も配信中
- あまちとあんずのもちょっと聞きたいラジオ (第1回 - 第16回)[17]
- 耳かきマッドサイエンティスト伊ヶ崎がダミヘで世界征服を目論むラジオ（日直回配信パーソナリティー）[18]